# Катунище
Кату̀нище е село в Югоизточна България, община Котел, област Сливен.

## География
Село Катунище се намира на около 21 km североизточно от областния център Сливен, около 11 km югоизточно от общинския център Котел и около 3 km северозападно от село Градец. Разположено е в Източна Стара планина, предимно покрай левия (северния) бряг на Нейковска река – десен приток на Котленска река (Котелшница, Котлешница). Климатът е умереноконтинентален.
Общинският път, минаващ през Катунище, на изток прави връзка с второкласния републикански път II-48, който на юг през селата Градец и Ичера води към Сливен, а на север през град Котел води до връзка при град Омуртаг с първокласния републикански път I-4 (Е772). На запад от Катунище, след дясно отклонение към село Жеравна, общинският път продължава през селата Нейково и Раково на юг към Сливен, а на запад – към връзка с второкласния републикански път II-53.
Надморската височина в селото по главната му улица, която е част от минаващия през него общински път, е около 400 – 405 m и нараства на север до около 420 – 430 m.
Землището на село Катунище граничи със землищата на: село Жеравна на запад и север; град Котел на север (граничен участък около 170 m); село Медвен на север и североизток; село Градец на изток и юг; село Ичера на юг.
Населението на село Катунище, наброявало 440 души при преброяването към 1934 г., намалява до 125 към 1985 г. и 20 (по служебен документ на НСИ от 2021-12-31) към 2021 г.
При преброяването на населението към 1 февруари 2011 г., от обща численост 26 лица, за 26 лица е посочена принадлежност към „българска“ етническа група.

## История
След Руско-турската война (1877 – 1878 г.), по Берлинския договор от 1878 г. селото остава в Източна Румелия и е присъединено към България след Съединението 1885 г.
При преброяването на населението в Княжество България през 1893 г. – първо след Съединението, селото е отбелязано с име Катуница, а при следващото през 1900 г. – Катунище.
Училище в селото, по данни от летописната му книга, е открито през 1848 г. Първи учител е Коста Попкръстев от село Жеравна. Децата учат в килията на тогавашната църква. Учениците са предимно момчета. Те учат на панакиди. За три години едва успяват да научат буквите. Коста Попкръстев учителства до 1850 г., а от 1851 до 1855 г. няма учител. През 1856 г. учител става Петър Попиванов от село Ичера, който учителствал три години, като е изхранван от селото по домовете чрез редуване. Учението е килийно, но учениците вече имат руски буквари. Учителят е терзия (шивач), седи по турски в стаята и шие, а учениците, насядали около стените, четат на панакидите на висок глас. През 1879 г. учител е Добри Стоянов от село Градец. Той първи разделя учениците на отделения и преподава по „звучната метода“, т.е. на децата съобщава не названието на буквата, а нейното произношение. През 1881 г. е построена първата училищна сграда със средства, събрани доброволно от селото. Първият учител с педагогическо образование е Жейно Попрусков. След приключване на учебната 1969/1970 г. училището (начално) е закрито и малките ученици от селото отиват да учат в село Градец.
Читалище „Христо Ботев“ в село Катунище е образувано вероятно през периода 1926 – 1936 г.

## Религии
Катунище е било винаги източноправославно селище.

## Обществени институции
Изпълнителната власт в село Катунище към 2023 г. се упражнява от кметски наместник.
В село Катунище към 2023 г. има:
- читалище „Христо Ботев“;[11]
- православна църква „Света Троица“;[12]

## Културни и природни забележителности
Село Катунище е архитектурен резерват.
Къщите в Катунище са във възрожденски стил. Това е камчийският тип къща, строена от камък и дърво.
Повечето от къщите в селото са купени от живеещи в Сливен, Бургас и Ямбол семейства и фирми. В Катунище действат като хотели няколко екокъщи и екокомплекс.
От Катунище са хайдутинът Кара Танас, писателят Димитър Гундов, преводачът Петър Драгоев и родът на поетесата Станка Пенчева. Къщата на рода Пенчеви е творческа база на Съюза на архитектите в България. С красивата си природа, чистия въздух, реката и планината с обширни поляни Катунище предлага отлични условия за активен отдих.
През 1853 г. Никола Икономов – Жеравненеца съобщава за село Катунища, където вероятно получава от местни жители финансова помощ за издаване на своята книга „Земледелие“

## Личности
- Гани Ганев (1924 – 1976), български политик от БКП
- Димитър Гундов (1906 – 1978), български поет и преводач, политик от БЗНС
- Иван Щилиянов (1928 – 2008), български политически офицер, генерал-лейтенант